# Píndaro Possidonti Marconi
Píndaro Possidente Marconi, mais conhecido como Píndaro, (Santo Antônio de Pádua, 12 de março de 1925 — Rio de Janeiro, 7 de agosto de 2008) foi um futebolista brasileiro que atuou como zagueiro e lateral-direito.

## Carreira
Tornou-se notório como jogador do Fluminense, atuando em 256 partidas pelo clube entre 1948 e 1955, com 139 vitórias, 51 empates e 66 derrotas.
Junto com Castilho e Pinheiro formava a "Santíssima Trindade" do Tricolor de Laranjeiras, tendo sido o primeiro jogador a pedir dispensa da Seleção Brasileira, isso às vesperas da Copa do Mundo de Futebol de 1950.

## Morte
Morreu em 7 de agosto de 2008, no Hospital Evangélico, vítima de falência múltipla dos órgãos.

## Títulos
Fluminense
- Copa Rio: 1952
- Taça Departamento de Imprensa Esportiva: 1948 (Fluminense versus Racing - Argentina)
- Taça Embajada de Brasil (Peru): 1950 (Sucre versus Fluminense)
- Taça Comite Nacional de Deportes (Peru): 1950 (Club Alianza Lima versus Fluminense)
- Taça General Manuel A. Odria (Peru): 1950 (Seleção de Arequipa versus Fluminense)
- Taça Adriano Ramos Pinto: 1952 (Copa Rio - Fluminense versus Corinthians)
- Taça Cinquentenário do Fluminense: 1952 (Copa Rio - Fluminense versus Corinthians)
- Taça Milone: 1952 (Copa Rio - Fluminense versus Corinthians)
- Campeonato Carioca: 1951
- Torneio Municipal do Rio de Janeiro: 1948
- Torneio Início do Campeonato Carioca: 1954
- Torneio José de Paula Júnior: 1952
- Copa das Municipalidades do Paraná: 1953
- Taça Benemérito João Lira Filho - (inauguração do estádio do Olaria: 1947 (Fluminense versus Vasco)
- Taça V.C Borba: 1947 (Atlético PR versus Flu)
- Taça Folha da Tarde: 1949 (Internacional-RS versus Flu)
- Taça Casa Nemo: 1949
- Troféu Prefeito Acrisio Moreira da Rocha: 1949 (Fla-Flu)
- Taça Secretário da Viação de Obras Públicas da Bahia: 1951 (Esporte Clube Bahia versus Fluminense)
- Taça Madalena Copello: 1951 (Fla-Flu)